# Structure de Keggin

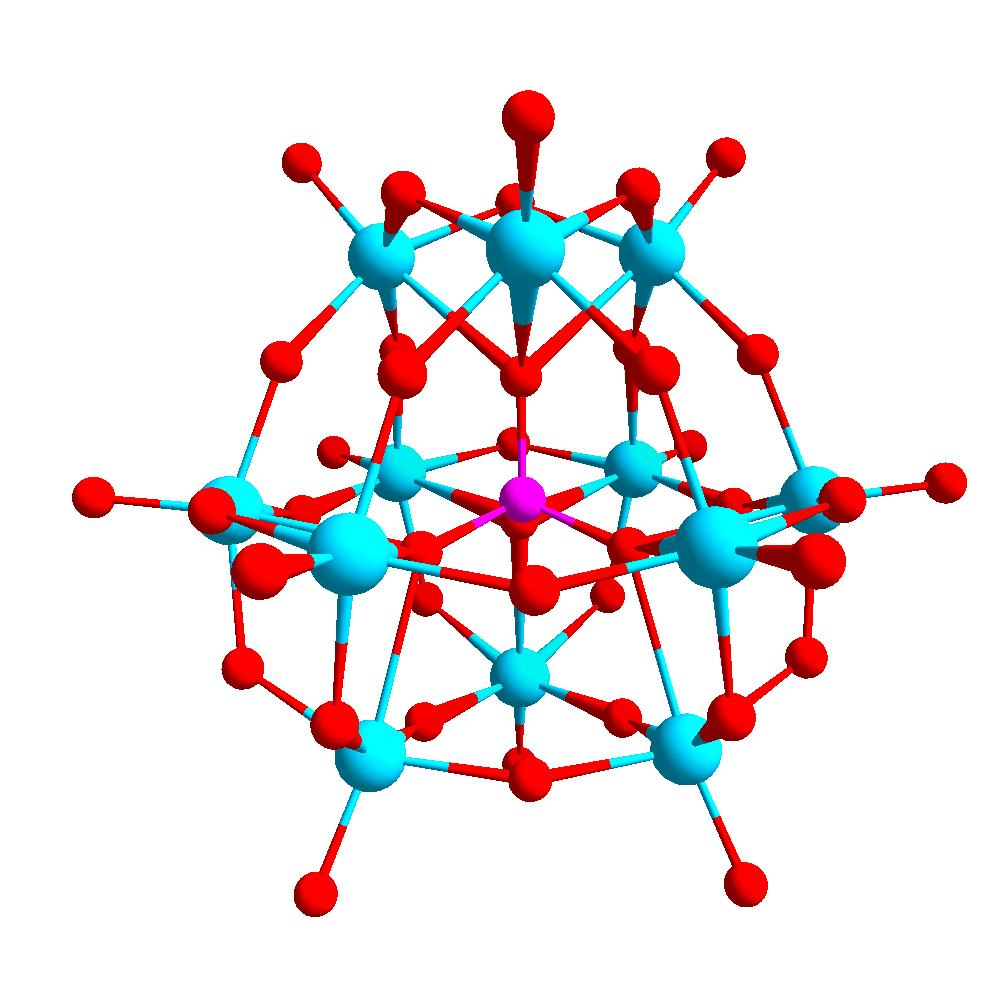
Structure de Keggin de l'ion phosphomolybdate. En rose au centre P, en bleu Mo et en rouge O.

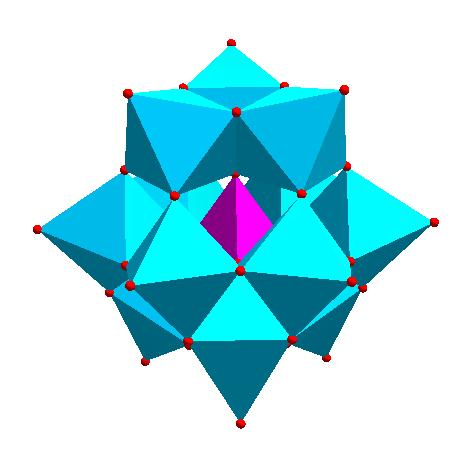
Structure de Keggin de l'acide phosphomolybdique. Les polyèdres bleus illustrent l'environnement de chaque Mo, et le polyèdre en rose celui de P.

Les structures de Keggin sont des architectures chimiques singulières qui possèdent un oxyde métallique et des hétéroatomes comme des atomes de phosphore et dont l'organisation a été identifiée par Keggin en 1934. 
La structure la plus courante est l’ion phosphomolybdate PMo12O403−. Ce phosphore(V) peut être remplacé par Si(IV), B(III) ou un métal de transition. Une cinquantaine d’hétéroatomes différents ont déjà été décrits dans ces hétéropolyanions. Le molybdène peut être remplacé par son homologue dans la classification périodique, le tungstène.
À moins que l’hétéroatome ne participe à la couleur (ce qui peut être le cas avec les métaux de transition), ces polyanions sont jaune pâle.
En présence de petits cations (Na+, K+, etc.), le complexe est soluble dans l’eau. Il ne l’est en revanche pas en présence de gros cations tels que Cs+, Ba2+, Pb2+ .

## Histoire
L’ion phosphomolybdate a été préparé pour la première fois par Berzelius en 1826. La structure a été proposée par Christian Wilhelm Blomstrand en 1892. Linus Pauling a proposé la structure dès en 1928. La caractérisation complète par cristallographie a été faite par Keggin en 1934.

## Applications
Révélation d'une CCM
Pour révéler certains réactifs oxydables, comme les alcools, le trempage d'une plaque de chromatographie sur couche mince dans une solution d'acide phosphomolybdique est une bonne méthode. 
Catalyseur
Les structures de Keggin sont utilisables comme catalyseur de réaction d'hydratation, de polymérisation d'oxydation etc.